# Oldham (Dakota du Sud)
Pour les articles homonymes, voir Oldham (homonymie).
Oldham est une municipalité américaine située dans le comté de Kingsbury, dans l'État du Dakota du Sud. Selon le recensement de 2010, elle compte 133 habitants. La municipalité s'étend sur 0,25 milles carrés (0,65 km2).
La ville est fondée en 1887. Elle doit son nom à la ville natale de Pat Snyder, sur les terres duquel la ville fut fondée, ou à Oldham Carrott, qui accorda un droit de passage sur sa propriété. En 1896, un référendum a lieu pour renommer la ville Spudville (« ville de la patate ») après une récolte exceptionnelle de pommes de terre. Le nouveau toponyme est toutefois rejeté par les habitants.

## Démographie
| 1900 | 1910 | 1920 | 1930 | 1940 | 1950 |
| ---- | ---- | ---- | ---- | ---- | ---- |
| 222  | 355  | 364  | 419  | 386  | 349  |

| 1960 | 1970 | 1980 | 1990 | 2000 | 2010 |
| ---- | ---- | ---- | ---- | ---- | ---- |
| 291  | 244  | 222  | 189  | 206  | 133  |